# František Růžička (boxer)
František „Franta“ Růžička vystupující pod uměleckým jménem Frank Rose (Rosse) (12. ledna 1896 Karlín – ?. července 1969 Praha) byl český a československý umělec, sportovec – boxer, držitel mistrovského pasu v těžké váze mezi lety 1921 až 1927.

## Sportovní kariéra
Narodil se v pražském Karlíně do rodiny tesařského pomocníka Václava Růžičky původem z obce Kluky. Vyrůstal na Břevnově. Vyučil se cizelérem a pasířem. Patřil k první generaci českých boxerů, kteří se tomuto sportu věnovali od mladého věku. Připravoval se v tréninkové skupině Emanuela Herverta v těžkoatletickém klubu ČAK Vinohrady. Boxing ze začátku kombinoval s dalšími těžkoatletickými sporty zápasem řecko-římským a vzpíráním.
Poprvé se na amatérském turnaji boxu nazvaném mistrovství Čech objevuje po boku svých klubových kolegů Jerryho Havlika a Aloise Žáčka v roce 1913, kdy mu bylo 17 let. V roce 1914 se již účastnil profesionálních turnajů. Na galavečeru, jejímž hlavní tahákem byl zápas Jacka Johnsna s Josefem Šmejkalem, vystoupil v před programu v boxerském střetnutí s Aloisem Žáčkem. Od Žáčka byl knockoutován ve 4. kole.
V roce 1915 se jeho jméno také v tisku zmiňuje v souvislosti s říjnovou krádeží v Sanderově zlatnictví. Na útěku byl se svým kumpánem chycen a poslán před soud, který proběhl 17. prosince. Když byli obžalovaní po soudu odvádění do vyšetřovací vazby, Růžička přiskočil k zábradlí a chtěl vyskočit z druhého patra. Byl však dozorci zachycen, načež dostal epileptický záchvat. Místo ve vězení tak skončil v ústavu pro choromyslné. Tato událost koreluje s mobilizací ročníků 1895–1896 do války.
Po první světové válce se v roce 1919 objevuje v profesionálním ringu pod uměleckým jménem Frank Rose (Rosse). V listopadu získal titul profesionální mistra republiky pod hlavičkou ČSTA, když v jediném zápase porazil Čechoameričana Henryho Mušku ze spolku YMCA. Za dva týdny na zápasech v Brně boxoval dvakrát s Bélou Czirolnikem. Poprvé zápas skončil remízou, podruhé je jeho soupeř diskvalifikován za údery pod pás.
V lednu 1920 porazil na Žofíně Francouze René Spricha a vyzval o titul profesionálního mistra republiky těžké váhy Joe Jahelku, který výzvu přijal. V únoru se našel sponzor zápasu v podobě vinohradského podnikatele Aloise Červeného, který do zápasu vložil 75 000 Kč – 45 000 Kč vítěz, 30 000 poražený. V březnu si domluvil přípravný zápas s Jerry Havlikem, ale ještě pár dní předtím nastoupil jako náhradník za Petra Hanu k zápasu se svým kamarádem Willy Hofreiterem. Oba zápasy s přehledem vyhrál. Přípravu cílil na 9. května, kdy se měl utkat s Jahelkou na Letné na stadionu SK Slavia Praha. V den zápasu však přišel s žádostí na přeložení. Noc před zápasem ho totiž doma na Břevnově přepadl neznámý útočník a se štěstím unikl smrti. Útočník po něm totiž vystřelil a shodou okolností se střela odrazila od hodinek, co měl v kapse. K zápasu s Jahelkou však nakonec nastoupil (byl donucen pod smlouvou) a prohrál ve 4. kole. Ze zápasu měl být pořízen záznam čtyřmi aparáty společnosti Excelsiorfilm.
Na září 1920 měl domluvený zápas s Rakušanem českého původu Augustem Kudernatschem. Vyrovnaný zápas plný ostrých výměn vyhrál v 10. kole úderem na solar plexus. V listopadu ho čekal důležitý zápas s Bélou Czirolnikem. Tento zápas dával právo vítězi vyzvat držitele mistrovského titulu v těžké váze Joe Jahelku. Zápas byl domluven dle Queensburyho pravidel (Queensbury Rules) – 4 uncové rukavice (113,4 g), 10×3 minuty, údery povoleny klinči apod. Zápas konaný 14. listopadu v Průmyslovém paláci skončil fiaskem zkušeného rozhodčího George Payna. V 5. kole došlo ke pravidly sporné situace, kdy začal Czirolnik při potížích takticky poklekávat na koleno – byl touto taktikou znám. Rozhodčí Payne ho nechával v ochranné zóně, což se nelíbilo Růžičkovi. Ten chtěl ještě na klečícího Czirolnika útočit. V tom mu však rozhodčí bránil a došlo ke konfliktu, nadávkám z publika, které rozhodčí Payne neustál a opustil ring. Růžička požadoval nového rozhodčího, s tím však Czirolnik nesouhlasil a došlo tak k patové situaci. Nový zápas byl dohodnut na 6. prosince téhož roku. K opakovanému zápasu však v termínu nedošlo. Czirolnik se vrátil do Vídně, kde sportovně působil. V prosinci začalo vyjednávání o smlouvě k zápasu s Jahelkou. Problém však nastal s prostory, kde zápas v zimě uskutečnit. V Praze nebyl sál kam by se vešlo více než 2000 platících diváků a v takovém případě při sečtení všech výdajů byl prize money pro boxery činilo necelých 3 000 Kč a to by bylo obrovské snížení částky proti minulým 45 000 Kč pro vítěze. Varianta pořádat zápas v Berlíně se stalo pouze neuskutečněnou vizí.
V roce 1921 nakonec k opakovanému zápasu s Bélou Czirolnikem došlo ve Vídni 22. března. Zápas vyhrál v 10. kole technickou převahou. V dubnu byl domluven zápas s Joe Jahelkou na Letnou 16. května. Zápas o titul republikového mistra těžké váhy opět finančně podpořil vinohradský podnikatel Aloisem Červený. Aktéři duelu se však nemohli domluvit na rozhodčím zápasu. Po zkušenostech ze zápasu s Czirolnikem Ružička odmítl rozhodčího Payna. Na něm však trval Jahelka. Nakonec došlo k dohodě, že zápas budou řídit dva rozhodčí Charles Payne a Antonín Hejda. Samotný zápas byl zcela v jeho režii, protože Jahelka měl vážné problémy s rukou. V 10. kolo rozhodčí zápas ukončili jeho vítězstvím. Získal titul republikového mistra těžké váhy.

### Sláva a tvrdý pád dolů (1921–1923)
Vítězstvím nad Jahelkou a ziskem mistrovského pásu nabil potřebné prestiže (slávy) pro zápasy s předními evropskými (světovými) boxery. Jeho snem bylo dostat se na turné do Spojených států. Pro tyto účely oslovil českého rodáka žijícího v New Yorku Otakara Bártíka. Bártík jako správný manažer jeho osobu před americkými promotéry zveličoval, ale žádného seriózního promotéra pro jeho americké turné nenašel. Určitě mu v tomto směru nepomohla Růžičkova těžká porážka od Američana Jimmy Lyggetta v listopadu 1921 v Marseille.
V roce 1922 se připravoval na červnový zápas se špičkovým německým boxerem Otto Flintem konaným ve Vídni. Pro maximální úspěch se domluvil na spolupráci s Joe Jahelkou, který ukončil závodní činnost. V zápase s Flintem se však potvrdilo, že mu pro vyšší patra evropského (světového) boxu stále něco schází. Ve třetím kole ho Němec dostal do rohu ringu, kde ho začal tlouct způsobem, že Jahelka hodil do ringu ručník.
V září podepsal smlouvu s filmovou společností Wetelfilm a měl ve Vídni domluven zápas s rakouským mistrem Stefanem Glanzem na 16. září. Mělo se boxovat se s 4 uncovými rukavicemi na 15 kol po třech minutách. Zápas však trval pouhé tři kola. Hned v úvodu se mu podařilo vypadnout z nedobře postaveného ringu a zranit se. Zápas ve třetím kole pro bolesti vzdal. V ohrožení začal být jeho titul republikového mistra těžké váhy, na který si brousil zuby jeho tradiční rival Béla Czirolnik. V březnu ho Czirolnik vyzval k utkání poprvé a potom co se nic nedělo, výzvu v srpnu zopakoval. V listopadu si po třech těžkých porážkách částečně spravil náladu proti svému oblíbenému otloukánkovi Jerry Havlikovi.

### Dobrodružství v Jižní Americe (1923–1924)
V únoru 1923 informovali Lidové noviny, že se nachází v Americe, nikoliv však ve Spojených státech, ale v Brazílii. Vědělo se o jeho labilní psychické povaze, a že se léčil na psychiatrické klinice. Proto začali kolovat fámy o tom, jak zešílel a jak je zavřený v blázinci v Mogi das Cruzes (stát São Paulo). To, že byl v ústavu pro choromyslné v Brazílii později sám potvrdil. Nejmenovaný český dělník, který se vrátil z Brazílie, měl uvést, že velice sešel, měl vážný úraz po pádu z koně. Značný úbytek váhy potvrzoval záznam z jeho prvního boxerského utkání, ve kterém navážil 72 kg z dřívějších 79 kg.
O jeho výsledcích z brazilského angažmá chodili do Československa často kusé a nepodložené informace. V brazilských novinách ho překřtili na "O braço de ferro (Železná pěst)". Přezdívku dostal po svém prvém zápase s Günterem von Sanckenem, o kterém referovaly pomalu všechny brazilské noviny. Důvodem nebyla ani tak technická úroveň zápasu jako jeho brutalita. Ružička svého soupeře doslova utloukl. Zápas ukončil ranou na žebra v 10. kole. Sancken svým zraněním po zápase podlehl. Nad jeho smrtí vyjádřil lítost. Jak uvedl později, k agresivnímu chování ho vyprovokovalo pískající, bučící brazilské publikum naučené, že zápas se končí knockoutováním soupeře. Byl to jeho první zápas v brazilském ringu a měl obavy o podepsané další smlouvy, pokud by promoterům přišel jeho styl boje příliš "nudný".
V kariéře ho měl podporovat místní podnikatel českého původu Viktor Grmela. V červnu porazil v zápase o titul mistra Brazílie v těžké váze Laurinda Armandu, kterého měl k tomuto zápasu vyzvat již v listopadu minulého roku. Jeho vítěznou sérii zastavil až v srpnu Urugvajec Antonio Laje.
Do Československa se vrátil v červnu 1924. Pro Národní listy shrnul své exotické angažmá. Do Brazílie přijel v listopadu 1922 aby se zdokonalil v boxerském umění. Přivezl sebou kapitál 40 000 Kč, za který angažoval místní trenéry a chystal se dobít titul brazilského mistra těžké váhy. V Brazílii se boxovalo podobně jako v USA, tedy souboje probíhaly na krátkou vzdálenost tzv. inside-fighting s cílem zápas co nejdříve ukončit k.o.. Za jeden tříminutový chod platil trenérům v přepočtu 120 Kč. První ostrý zápas absolvoval v dubnu 1923. Z výčtu zápasů, které absolvoval si nejvíce cenil vítězství nad Belgičanem Louisem Riksem, domácím Laurindo Armandem a černým Američanem Johnem Tigerem. S utrženými penězi za zápasy však nevyšel, proto si musel přivydělávat jako obchodník se dřevem. Najal si místní pracovní sílu a na vybraném pozemku nechal vykácet les a dřevo následně prodal.

### Aféry Františka Růžičky alias Franka Rose (1924–1927)
Po svém návratu do Prahy v červnu 1924 mu manažer Pospíšil domluvil na 2. srpna zápas s Barbadosanem Rocky Knightem působícím dlouhodobě v Evropě po různých promocích. Vyjednávání odvetného zápasu s Jimmy Lyggettem nedopadlo. Zápas s Knightem řídil německý rozhodčí Artur Bölow. Samotný zápas nebyl nikterak zajímavý a skončil remízou. Více než sportovní zápas splnil účel politický, rasový – souboj bělocha s černochem. Rocky Knight nepatřil mezi úspěšné boxery, naopak měl spíše nálepku otloukánka profesionálního ringu (anglickou terminologií "tomato can boxer"). Promotéru Jiřímu Hoyerovi se však podařilo zápas dobře prodat. Zařídil mimo jiné jeho premiérové živé vysílání rozhlasem a v tisku inzeroval možnost si na zápas vsadit. Jeho manažer vyjednával o dalším zápase, ale hlásili se mu pouze začátečníci nebo boxeři podprůměrné úrovně. 
Než došlo k dalšímu zápasu, našel si Růžička zaměstnání v továrně na laky podnikatelů Bohuslava Zeithammera a Josefa Zeithammera (vinohradská filiálka Mandelík). Zeithammerovi vyrobený lak používali ve svém dalším podniku na výrobu holí (firma Vlach a spol.) v Pardubicích. K výrobě laku potřebovali líh, který nakupovali ve velkém se sníženou daní, protože se využíval pro jiné než konzumní účely. Líh se před tím denaturoval, aby měl finanční úřad jistotu jeho správného využití. Aby denaturáty úředníci nemuseli sebou nosit, měli je uloženy v továrnách v zaplombované skříni. Zeithammerovi našli způsob, jak se do skříně dostat a denaturát (methanol, dřevný líh) vyměnit za konzumní obarvený líh. K denaturování lihu v sudech tak docházelo pouze úředně (na papíře). Zeithammerovi následně nedenaturovaný líh přeprodávali výrobcům lihovin za mírně sníženou cenu. Rozdíl v tržní ceně byl veliký – 3 Kč za litr technického lihu (methanolu) a 33 Kč za litr konzumního lihu. Praktickým vykonavatelem těchto podvodů s lihem měl být František Růžička zaměstnaný jako závodní inženýr. Zeithammerovi se dařilo svými konexemi a vydíráním vyšetřování prodlužovat několik let.
Z vězení se dostal na kauci a byl vyšetřován na svobodě. V roce 1925 si na duben domluvil zápas s profesionálním (cirkusovým) zápasníkem Enrico Equadorem – vlastním jménem Enrico (Jindrich) Havlicek, Čechoital z italského Brixenu. Růžička vyhrál zápas K.O. ve druhém kole.
Neuzavřenou kapitolou zůstával odvetný zápas s Bélou Czirolnikem z roku 1921. Czirolnik neúnavně vyzýval v tisku Růžičku. K sjednání zápasu však nedocházelo. Situace se měla asi takto: Czirolnik udělal výzvu, Rose výzvu přijal. Promotér zápasu však nemohl Czirolnika sehnat. Czirolnik údajně neuměl psát a styděl se smlouvu (ne)podepsat. Ve skutečnosti psát uměl, ale jednoduše nebyl k nalezení, když se měla smlouva podepisovat.
Na říjen 1925 měl domluvený zápas v Lucerně se Stefanem Glanzem. Zápas byl ukončen ve druhém kole, když Glanz reklamoval úmyslný úder pod pás, který rozhodčí přehlédl. Koncem listopadu ho v Gelsenkirchenu knockoutoval ve druhém kole domácí Paul Samson-Körner.
Po roce, kdy ještě nestačila utichnout aféra s falšováním lihu, se vynořila nová aféra. V roce 1925 došlo k vykradení Riemrova klenotnictví Na příkopě, z něhož policie obvinila skupinu kolem známého kasaře Jana Růžičky ze Žižkova. Členem této skupiny měl být podle prvotních informací i František Růžička (nebyl v příbuzenském stavu s Janem Růžičkou). Aféra se do tisku vypustila začátkem prosince. Postupně vyšlo na povrch, že tato skupina má na svědomí další vykrádačky. František Růžička se měl účastnit loupeže v Chrudimi. Při výslechu ho jako spolupachatele uvedl jistý Artur Kraus. Růžička byl na toto obvinění zatčen v Brně, kde byl v nemocniční péči. Unie boxerů profesionálů mu na rychlo svolané valné hromadě pozastavila činnost a zbavila ho mistrovského titulu.
Soud s lupiči proběhl v květnu 1926. Soudcem byl doktor Eduard Souček. Bylo obžalováno celkem 8 osob, mezi nimi i František Růžička. Při prvním slyšení 20. května dostal na chodbě záchvat a byl odveden na ošetřovnu. Podle záznamu údajně delší dobu trpěl syfilidou, kterou léčil malariovými injekcemi. Druhý den se dostavil k jednání až v 11 h. Za účast při vyloupení pokladny v Chrudimi byl shledán vinným a odsouzen k 8 měsícům vězení. Proti rozsudku se odvolal. V červenci přes svého advokáta požádal o revizi případu. Na podzim dosáhl obnovy procesu. Své alibi založil na důkazech, že v době vyloupení pokladny v Chrudimi slavil s družstvem vítězství po mezistátním utkání Berlín vs. Praha v baru u Myslbeků a dále závodními kartami firmy Mandelík. Na kartách byl uveden příchod a odchod z práce a nebylo tedy v jeho fyzických (časových) silách, aby v Chrudimi v noci 28. z 29. listopadu 1925 kradl. Soud zasedl 18. prosince 1926, alibi z baru u Myslbeků mu potvrdil manažer Vladimír Pospíšil a soud ho na základě těchto důkazů rehabilitoval.

### Podvodník nebo volavka (1927–1929)
Po svém propuštění se Růžička v lednu 1927 dožadoval navrácení profesionální licence u Unie boxerů profesionálů. UBP na tuto žádost reagovala, že jí stačí předložení právoplatného dokladu o zrušení soudního rozsudku první instance. Profesionální licence a titul profesionálního mistra těžké váhy RČS mu byly navráceny od dalšího měsíce února. Také žaloval stát o ušlý zisk 1 900 000 Kč, že kvůli křivému obvinění v kauze Chrudim přišel o lukrativní zahraniční smlouvu. 15. února 1926 měl odplout do Guatemaly a odboxovat tam 10 zápasů po 3 000 $. Státní zástupce obhajobu založil na tom, že nemohl myslet vážně sportovní angažmá v cizině, když se dlouhodobě léčil z vážné nemoci (syfilis). Léčil se umělým indikováním malárií – tuto metodu léčby objevil rakouský lékař Julius Wagner-Jauregg. Své tvrzení podpořil zprávou od znalců. Tento spor se státem prohrál.
Vedle snahy k návratu do profesionálního ringu měl v plánu vydání knihy "Román boxera a nebezpečného lupiče pokladen". Kniha měla být pokračováním filmu Román boxera (německy Roman eines boxers), ve kterém ztvárnil v roce 1921 hlavní roli. Pro tento záměr získal okamžitě vydavatele a dokonce nabídku na překlad knihy do němčiny, protože v Německu byl díky své filmové roli stále populární. V únoru začala v nakladatelství J.S. Schoříka vycházet v sešitech knížka Boxchampion těžké váhy Frank Rose, lupič pokladen. Autorem byl Jan Svoboda, podle všeho pseudonym Františka Růžičky.
Zrušením rozsudku v kauze vykradení pokladny v Chrudimi však jeho patálie se soudy neskončily. Stále nebyl vyjasněn případy vykradení Riemerova klenotnictví Na příkopě v Praze, protože vídeňský klenotník Julius Moranski, u kterého byly Riemerovy šperky nalezeny, odmítal své společníky jmenovat. Kriminalisté se snažili propojit Růžičkovo zapojení s tzv. lihovou aféru. Měl dávat zlodějské skupině tipy. Zapojení Františka Růžičky do celého případu však zůstavalo hlavně pro tisk záhadou. V minulosti měl sám úřady upozornit na několik případů daňových a jiných podvodů a celkové chování státních úřadům k jeho osobě působilo nestandardně. Ve společnosti měl prohlašovat, že je snad tajným policejním agentem.
V únoru UBP vypsala soutěž o uvolněný titul v lehké těžké váhovou kategorii. Vedle něho jako bývalého držitele se o tento titul ucházeli Jára Svoboda a Béla Czirolnik. V prvním střetnutí se měl utkat Svoboda s Czirolnikem a vítěz tohoto střetnutí automaticky vyzval jeho jako dřívějšího držitele. Bratru Béli Czirolnika Heřmanovi se však různými průtahy a podmínky na poslední chvíli podařilo změnit pořadí zápasů. K prvními zápasu tak musel nastoupit on proti Svobodovi. Zápas o titul v lehké těžké váze UBP se konal 23. únor 1927. Ještě než došlo k souboji se Svobodou byl opět zatčen pro křivou výpověď u soudu v případu Bohuslav Zeithammer vs. jeho milenka Lydie K. (* 1909). Slečna Lydie se s Zeithammerem soudila o ztrátu panenství, které mu dala za svádění pod příslibem manželským (Zeithammer byl ženat). Růžička u soudu vypovídal jako svědek a prohlásil, že slečnu Lydii připravil o panenství dříve on – v roce 1927 byla tato slova u soudu nepřípustná. Slečna Lydie to hned popřela. Po noci strávené na vazbě byl propuštěn na kauci. U soudu se tehdy představil jako společník chemické továrny. Při ověřování této skutečnosti však jeho údajný společník Václav Machar tvrdil, že je u něho v mýdlovaru v Mnichovicích zaměstnán jako vařič mýdla.
K zápasu o titul československého mistra v lehko těžké váze s Járou Svobodou nastupoval v nepříliš dobrém psychickém a fyzickém rozpoložení. Zápas byl vypsán na 15 kol po 3 minutách s 4 oz rukavicemi. Ve 4. kole ho Svoboda knockoutoval a zároveň mu sebral titul československého mistra těžké váhy resp. všech vah. V následujících měsících se ztratil a nemohl tak vypovídat ve sporu Zeithammera s jeho milenkou. Zeithammer jeho nepřítomnost u soudu omlouval tím, že je v Albánii.
V říjnu 1927 byl viděn v hledišti na galavečeru v Lucerně na zápase Jára Svoboda vs. Mirko Anderschitz. To již měl zařizovat tajný lihovar v Nymburce, který finanční úřad objevil v listopadu ve sklepení chemické firmy Ing. Lustiga. Lihovar denně vyráběl z melasy až 10 hektolitrů nezdaněného čistého lihu. Majitelem lihovaru byl Bohuslav Zeithammer a ředitelem František Růžička alias Frank Rose alias Ing. Čermák jak se v Nymburce představoval, celé to zafinancoval ředitel První občanské záložny Bohumil Svoboda. Naplno se tak rozjela lihová aféra prorostlá do nejvyšších pater politiky, na které kriminalisté (vyšetřovatel Zdeněk Bubník) již tři roky pracovali. V prvotní fázi byl Růžička obviněn, že s celou myšlenkou tajného lihovaru přišel. Know-how měl pochytit při svém pobytu v Brazílii, kde tímto způsobem nelegálně podnikal krajan Karel Vohryzek. Zároveň bylo zpochybněno jeho alibi v kauze Chrudim, protože docházku do podniku Mandelík mohli jednoduše zfalšovat lidi kolem podnikatele Zeithammera. Krátce po aféře z roku 1925 vyhořela pardubická továrna na hole podnikatele Zeithammera – jak známo Chrudim se nachází zhruba 10 km od Pardubic. Unie boxerů profesionálů mu ke dni 20. listopadu doživotně odebrala profesionální licenci, zároveň uvedla, že k obnově jeho licence v únoru 1927 byla přinucena nátlakem zvenčí. V prosinci byl Růžička odsouzen na 2 roky vězení nebo k úhradě škody, která mu byla vyčíslena na 1 100 000 Kč. Proti rozsudku se s dalšími obviněnými odvolal k Nejvyššímu důchodkovému soudu a byl propuštěn na kauci. V září 1928 soud rozsudek první instance potvrdil pro něho v plném znění. 16. listopadu 1928 byl zatčen za účelem odpykání dvouletého trestu na Mírově. Jeho zatčení nebylo jednoduché a pomohlo udání Bohuslava Zeithammera. V listu psaném na stroji bylo psáno, že policisté mají čekat před domem č. 21 v Jindřišské ulici. Růžička si tam měl jít pro balík s ukradenými klenoty a utéct do Drážďan. U sebe měl kufr s pasem a byl ozbrojen.
Po osmi měsících ve vězení požádal soud o obnovu procesu. Jako argumenty ke zrušení trestu a rehabilitaci uvedl, že byl zatčen nevinně, neboť se chtěl vetřít do přízně Bohuslava Zeithammera, poznat jeho plány a pak je udati. V udání prý se vyzná. K uskutečněním jeho plánů však nedošlo předčasným zakročením finančních úřadů. Tím byly jeho plány zmařeny a on se ocitl mezi obžalovanými. V červnu 1929 dostal milost. Národním listům se nepodařilo zjistit, jak byl s jeho žádostí naloženo, ale jelikož byl propuštěn na svobodu, tak jeho tvrzení soud uvěřil.

### Návrat do ringu (1929–1933)
Po svém propuštění žádal dlouho neúspěšně UBP o navrácení profesionální boxerské licence. Zkoušel také variantu, aby mu UBP dala svolení ke startu v cizině. V létě 1930 nastoupil k několika střetnutím za domovský oddíl KA Frištenský Břevnov v zápasu řecko-římském.
V létě 1930 se mu po roce podařilo dostat od UBP povolení nastoupit alespoň k jednomu zápasu v profesionálním ringu. Zvítězila racionalita a ziskuchtivost promotéru před morálními zásadami. Frank Rose byl známou, kontroverzní postavou a ty jak známo prodávají vstupenky na zápasy. Na základě tohoto rozhodnutí valné hromady UBP odstoupil její dlouholetý předseda Václav Pondělíček. Na 23. září měl domluvený zápas s Belgičanem Hermannem Jaspersem – 8. kol, 6 oz rukavice. Svým sportovním výkonem však nepřesvědčil, ve třetím kole fyzicky odpadl a Belgičan ho levačkou knockoutoval. 28. září při zasedání valné hromady UBP mu byl potvrzen doživotní zákaz startu v boxerském ringu, promotéři se ho po jeho slabém výkonu nezastali. Na to byl předsedou UBP opět zvolen Václav Pondělíček. Potvrzení o jeho diskvalifikaci pochopitelně rozdělilo společnost na dva tábory – většina novin psala proti němu, zvláště noviny Venkov mu nepřály, naopak Expres nebo Polední listy se ho zastávaly.
V závěru roku 1930 opět stál před soudem, kde se řešil pojistný podvod z roku 1925 s vyhořením továrny  na hole a deštníky podnikatele Bohuslava Zeithammera. Před porotou prohlásil, že si úmyslného zapálení není vědom, že trpí neurózami, byl třikrát v psychiatrické léčebně a léči se z pohlavní nemoci.
V roce 1931 a 1932 zkoušel Růžička sportovní štěstí kde se dalo. V květnu bylo avizováno jeho vystoupení tzv. Hajkově Box-sport-ringu na Invalidovně (de facto cirkus). 21. května však Polední listy psaly, že nemůže sehnat soupeře. Zkoušel štěstí v Dostálově zápasnické aréně. V srpnu 1933 se v Curychu upsal k zápasu ve wrestlingu s bývalým boxerským mistrem těžké váhy Jackem Johnsonem. Zápas dvou kdysi úspěšných sportovců, který neměl daleko k divadelnímu představení, dopadl pro něho nešťastně. Ve třetím kole vypadl se svým soupeřem z ringu a polámal (pohmoždil) si žebra.

### Výsledky zápasů
| Profesionální zápasy v boxingu | Profesionální zápasy v boxingu | Profesionální zápasy v boxingu | Profesionální zápasy v boxingu | Profesionální zápasy v boxingu | Profesionální zápasy v boxingu                                | Profesionální zápasy v boxingu                     |
| Výsledek                       | Bilance                        | Soupeř                         | Výsledek                       | Datum                          | Promoce                                                       | Místo                                              |
| ------------------------------ | ------------------------------ | ------------------------------ | ------------------------------ | ------------------------------ | ------------------------------------------------------------- | -------------------------------------------------- |
| prohra                         | 27–3–11                        | Hermann Jaspers (BEL)          | K.O. (3. kolo)                 | 23. září 1930                  | Galavečer v Lucerně                                           | Palác Lucerna, Praha                               |
| prohra                         | 27–3–10                        | Jára Svoboda (TCH)             | K.O. (4. kolo)                 | 23. února 1927                 | U.B.P. o titul rep. mistra v lehké těžké váze                 | Palác Lucerna, Praha                               |
| prohra                         | 27–3–9                         | Paul Samson-Körner (GER)       | K.O. (2. kolo)                 | 31. října 1925                 |                                                               | Ausstellungshalle, Gelsenkirchen                   |
| vítězství                      | 27–3–8                         | Stefan Glanz (AUT)             | RSC (2. kolo)                  | 5. listopadu 1925              |                                                               | Palác Lucerna, Praha                               |
| vítězství                      | 26–3–8                         | Tony Regenerml (TCH)           | K.O. (4. kolo)                 | 9. srpna 1925                  |                                                               | Praha                                              |
| vítězství                      | 25–3–8                         | Enrico Equadore (ITA)          | K.O. (2. kolo)                 | 4. května 1925                 | Boxerský večer v Lucerně                                      | Palác Lucerna, Praha                               |
| remíza                         | 25–3–8                         | Rocky Knight (BAR)             | 10. kol                        | 2. srpna 1924                  | Jiří Hoyer U.B.P.                                             | Letná, Praha                                       |
| vítězství                      | 24–2–8                         | Jose Teixeira (BRA)            |                                | 26. dubna 1924                 |                                                               | Teatro Parque Balneario, São Paulo                 |
| prohra                         | 23–2–8                         | Walter Tauwel (GER)            |                                | 23. února 1924                 |                                                               | Teatro Braz-Polytheama, São Paulo                  |
| vítězství                      | 23–2–7                         | John Tiger (USA)               |                                | 7. února 1924                  |                                                               | Circo Chicarrão, São Paulo                         |
| vítězství                      | 22–2–7                         | Romulo Antonelli (BRA)         |                                | 24. ledna 1924                 |                                                               | Circo Chicarrão, São Paulo                         |
| prohra                         | 21–2–7                         | Benedicto dos Santos (BRA)     |                                | 6. ledna 1924                  |                                                               | Estádio da Floresta, São Paulo                     |
| vítězství                      | 21–2–6                         | Jose Teixeira (BRA)            |                                | 15. prosince 1923              |                                                               | Teatro Olympia, São Paulo                          |
| prohra                         | 20–2–6                         | Antonio Laje (URU)             |                                | 10. srpna 1923                 |                                                               | Teatro Casino Antarctica, São Paulo                |
| vítězství                      | 20–2–5                         | Louis Riks (BEL)               |                                | 30. června 1923                |                                                               | Centro Nacional de Cultura Physica, Rio de Janeiro |
| vítězství                      | 19–2–5                         | Laurindo Armando (BRA)         |                                | 16. června 1923                |                                                               | Centro Nacional de Cultura Physica, Rio de Janeiro |
| vítězství                      | 18–2–5                         | Willie Peters (BAR)            |                                | 21. dubna 1923                 |                                                               | Colyseu do Centenário, Rio de Janeiro              |
| vítězství                      | 17–2–5                         | Günter von Sancken (BRA)       | RSC (10. kolo)                 | 8. dubna 1923                  |                                                               | Colyseu do Centenário, Rio de Janeiro              |
| vítězství                      | 16–2–5                         | Jerry Havlik (TCH)             | K.O. (1. kolo)                 | 13. listopad 1922              | Boxerské zápasy v Liberci                                     | Reichenberg                                        |
| prohra                         | 15–2–5                         | Stefan Glanz (AUT)             | RSC (3. kolo)                  | 16. září 1922                  |                                                               | Sofiensaal, Vídeň                                  |
| prohra                         | 15–2–4                         | Otto Flint (GER)               | K.O. (3. kolo)                 | 20. června 1922                |                                                               | Katherinenhalle, Vídeň                             |
| prohra                         | 15–2–3                         | Jimmy Lyggett (USA)            | K.O. (4. kolo)                 | 20. listopadu 1921             |                                                               | Casino de la Plage, Marseille                      |
| vítězství                      | 15–2–2                         | John Zipps (USA)               | RSC (6. kolo)                  | 26. června 1921                | Fridolín Hoyer                                                | hřiště ŽSK Makkabi, Brno                           |
| vítězství                      | 14–2–2                         | Joe Jahelka (USA)              | RSC (10. kolo)                 | 16. května 1921                | baron Clanner, Sportovní listy o titul rep. mistra těžké váhy | Letná, Praha                                       |
| vítězství                      | 13–2–2                         | Frank Roland (TCH)[ujasnit]    | K.O. (1. kolo)                 | 3. dubna 1921                  |                                                               | U Zelené brány, Břevnov                            |
| vítězství                      | 12–2–2                         | Béla Czirolnik (TCH)           | RSC (8. kolo)                  | 22. března 1921                |                                                               | Riesenhalle der Rotunde, Vídeň                     |
| vítězství                      | 11–2–2                         | Willy Hofreiter (TCH)          | K.O. (6. kolo)                 | 19. února 1921                 |                                                               | sál Heinovka, Praha                                |
| remíza                         | 10–2–2                         | Béla Czirolnik (TCH)           | (5. kolo)                      | 14. listopadu 1920             |                                                               | Průmyslový palác, Praha                            |
| vítězství                      | 10–1–2                         | Mac Flawin (TCH)               | K.O. (2. kolo)                 | 15. října 1920                 | Boxerský turnaj na Žofíně                                     | Palác Žofín, Praha                                 |
| vítězství                      | 9–1–2                          | August Kudernatsch (AUT)       | RSC (10. kolo)                 | 20. září 1920                  | Boxerský turnaj na Žofíně                                     | Palác Žofín, Praha                                 |
| vítězství                      | 8–1–2                          | Tarzan (maskovaný zápasník)    | K.O.                           | 9. srpna 1920                  | I. ČsSK Bratislava (charitativní)                             | Bratislava                                         |
| vítězství                      | 7–1–2                          | Charles Vichera (USA)          | RSC (2. kolo)                  | 24. července 1920              | Boxerský turnaj na Žofíně                                     | Palác Žofín, Praha                                 |
| vítězství                      | 6–1–2                          | Jerry Havlik (TCH)             | K.O. (4. kolo)                 | 7. července 1920               | Boxerský turnaj na Žofíně                                     | Palác Žofín, Praha                                 |
| prohra                         | 5–1–2                          | Joe Jahelka (USA)              | RSC (4. kolo)                  | 9. května 1920                 | Alois Červený, Sportovní listy o titul rep. mistra těžké váhy | Letná, Praha                                       |
| vítězství                      | 5–1–1                          | Jerry Havlik (TCH)             | RSC (5. kolo)                  | 16. března 1920                | II. Boxerský turnaj na Žofíně                                 | Palác Žofín, Praha                                 |
| vítězství                      | 4–1–1                          | Willy Hofreiter (TCH)          | RSC (2. kolo)                  | 11. března 1920                | II. Boxerský turnaj na Žofíně                                 | Palác Žofín, Praha                                 |
| vítězství                      | 3–1–1                          | René Sprich (FRA)              | RSC (6. kolo)                  | 27. ledna 1920                 | I. Boxerský turnaj na Žofíně                                  | Palác Žofín, Praha                                 |
| vítězství                      | 2–1–1                          | Béla Czirolnik (TCH)           | DQ                             | 30. listopadu 1919             | Boxerské zápasy na Cejlu                                      | Tělocvična na Cejlu, Brno                          |
| remíza                         | 1–1–1                          | Béla Czirolnik (TCH)           | 10. kol                        | 28. listopadu 1919             | Boxerské zápasy na Cejlu                                      | Tělocvična na Cejlu, Brno                          |
| vítězství                      | 1–0–1                          | Jindřich Muška (TCH)           | K.O. (0:34 vt.)                | 10. listopadu 1919             | Championát RČS (prof.)                                        | Palác Adria Praha                                  |
| prohra                         | 0–0–1                          | Alois Žáček (TCH)              | K.O. (4. kolo)                 | 30. března 1913                | Johnson vs. Šmejkal                                           | Skating Rink Riegrovy sady, Praha                  |

poznámka: Seznam jeho zápasů není kompletní. Před rokem 1919 měl od roku 1913 nastoupit k více než 10 zápasům, které se nepodařilo v tisku dohledat. Při svém pobytu v Jižní Americe měl absolvovat až 17 zápasů.

## Herecká kariéra (1920–1947)
Jako profesionální boxer se několikrát objevil v němém filmu. Jeho nejznámějším filmem je hlavní role Františka ve filmu Román boxera. Jeho nadějnou hereckou kariéru přerušil sportovní neúspěch v profesionálním ringu v roce 1922. Odjel do Brazílie, kde se filmování pravděpodobně nevěnoval a po návratu se dostal za podvody do vězení, které opustil v roce 1929.
V roce 1932 mu před kameru pomohl známý podporovatel českých sportovců Vlasta Burian, který jej doporučil (obsadil) do role anarchisty ve filmu Lelíček ve službách Sherlocka Holmese. V roce 1935 dostal již větší roli zbojníka ve filmu Jánošík a odstartoval tím hereckou kariéru. Při filmování si zlomil ruku. Hrál povětšinou role strážníků, četníků, vojáků. Dá se označit za předchůdce Petra Jákla st., Zdeňka Srstky nebo Petra Drozdy u filmu. 
V roce 1937 byl obsazen až do 12 filmů. Své poslední filmy natočil v roce 1947.
Po změně režimu v Československu v roce 1948 asi neměl jednoduchý život. V roce 1966 ho vypátrali redaktoři týdeníku svazu české mládeže My. Bylo mu čerstvě 70 let. Žil v Radotíně, který ještě nebyl v té době součástím Prahy. V rozhovoru plném nostalgických, umělecky zkreslených vzpomínek mimo jiné zmínil, že pro Československou televizi ještě v 70. letech chodí stále skládat uhlí. Při svém životním stylu z první republiky pravděpodobně neměl nárok na velký důchod, pokud nějaký měl. Redaktoři ho vypátrali včas, zemřel v roce 1969 ve věku 73 let.